# Всемирная шахматная олимпиада

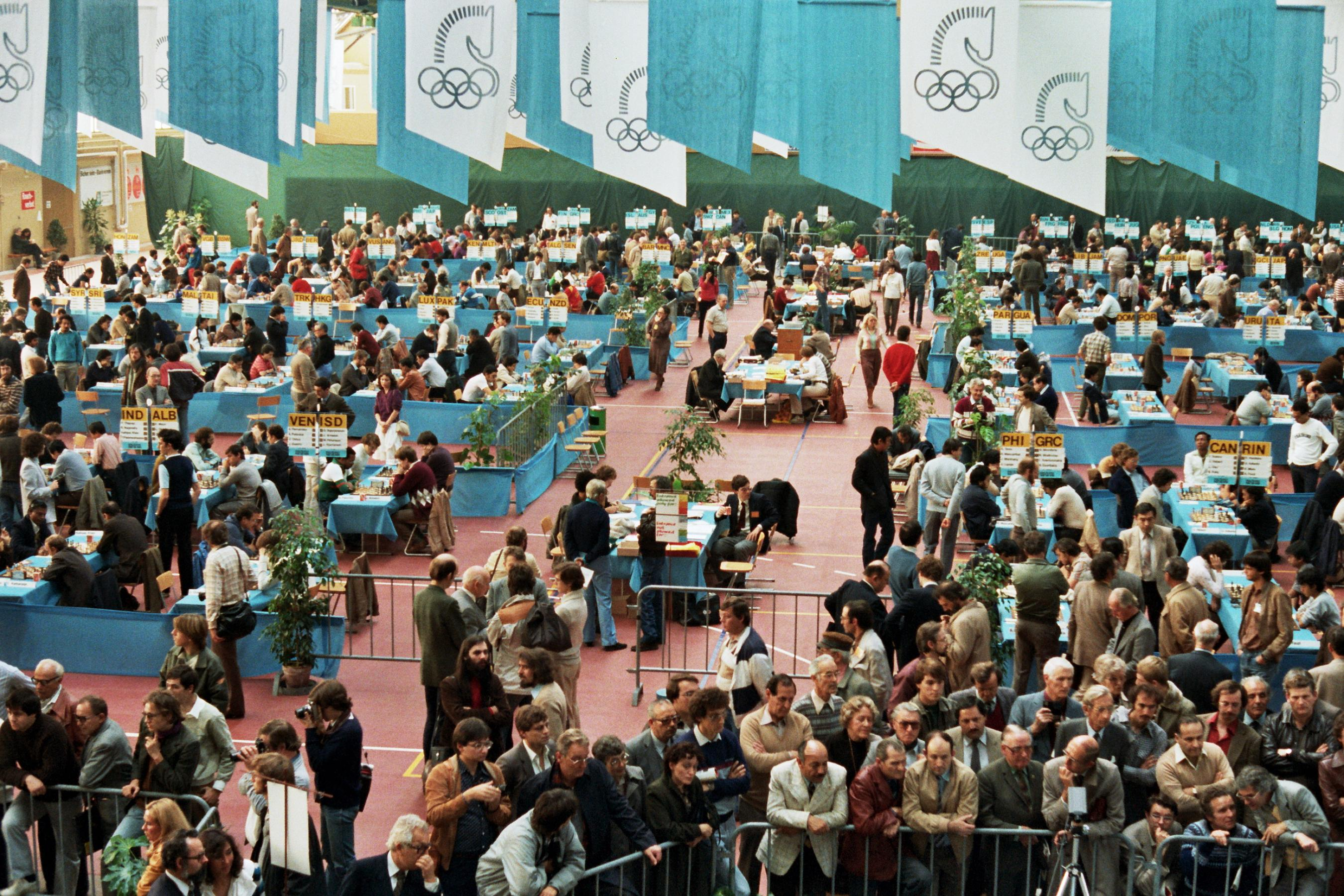
Шахматная олимпиада в Люцерне, 1982

Всемирная шахматная олимпиада — командное соревнование шахматистов, представляющих страны и территории, которые являются членами ФИДЕ. Эти состязания проводятся с 1927 года, до 1940 года они назывались «турнирами наций». В качестве главного приза разыгрывается переходящий золотой кубок Гамильтона-Рассела, и каждый участник победившей команды получает золотую медаль. Каждый матч проводится на 4 досках. Состав команды: 4 основных шахматиста и 2 запасных, до 1950 года и с 2008 года — 1 запасной. Регламент первых шахматных олимпиад был нередко произвольным — 3 тура в 2 дня или 2 тура каждый 3-й день, укороченный контроль времени, передвижение участников команд по доскам в любом порядке и т. д. С 1931 года проводятся регулярно (1 раз в 2 года), упорядочен их регламент. До 1939 года в олимпиадах участвовали преимущественно шахматисты европейских государств, а из других стран — лишь представители Аргентины, США и Палестины. Вторая мировая война 1939—1945 годов прервала проведение шахматных олимпиад, которое возобновилось в 1950 году.

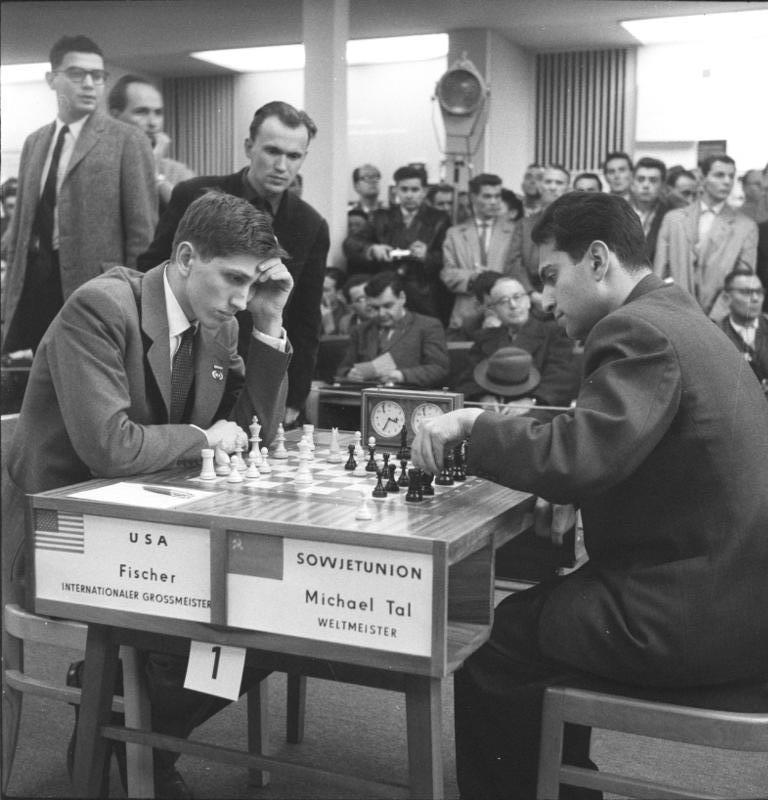
Партия Бобби Фишер — Михаил Таль на Шахматной олимпиаде 1960 года в Лейпциге

Важную роль в повышении спортивной значимости олимпиад сыграло вступление в ФИДЕ советской шахматной организации (1947). Росту авторитета способствовало также совершенствование их организации: соблюдение сроков проведения, создание необходимых условий для игры и отдыха участников соревнований. В связи с ростом числа участников и увеличением организационных расходов по их проведению ФИДЕ стала с 1976 года проводить олимпиады не по круговой, а по швейцарской системе, стимулируя, таким образом, участие в них шахматистов развивающихся стран, которым предоставляется возможность встретиться с сильнейшими шахматистами мира. В олимпиадах участвовали все чемпионы мира начиная с Капабланки, а также большинство ведущих гроссмейстеров.

## Призёры шахматных олимпиад

### Мужчины
| №  | Год  | Место проведения           | Золото | Серебро | Бронза | Σ команд-участниц |
| 1  | 1927 | Лондон Великобритания      | Венгрия Геза Мароци Геза Надь Арпад Вайда Корнел Хаваши Эндре Штейнер                                           | Дания Орла Краузе Хольгер Норман-Хансен Эрик Андерсен Карл Рубен                                                  | Англия Генри Аткинс Фредерик Ейтс Джордж Томас Реджиналд Мичелл Эдмунд Спенсер                                  | 16                |
| 2  | 1928 | Гаага Нидерланды           | Венгрия Геза Надь Эндре Штейнер Арпад Вайда Корнел Хаваши                                                       | США Исаак Кэжден Герман Стейнер Самуэль Фактор Эрлинг Тольфсен Милтон Ханауэр                                     | Польша Казимеж Макарчик Паулино Фридман Теодор Регедзиньский Мечислав Хвойник Абрам Бласс                       | 17                |
| 3  | 1930 | Гамбург Германия           | Польша Акиба Рубинштейн Савелий Тартаковер Давид Пшепюрка Казимеж Макарчик Паулино Фридман                      | Венгрия Геза Мароци Шандор Такач Арпад Вайда Корнел Хаваши Эндре Штейнер                                          | Германия Карл Ауэс Фридрих Земиш Карл Карльс Курт Рихтер Генрих Вагнер                                          | 18                |
| 4  | 1931 | Прага Чехословакия         | США Исаак Кэжден Фрэнк Маршалл Артур Дейк Израэль Горовиц Герман Стейнер                                        | Польша Акиба Рубинштейн Савелий Тартаковер Давид Пшепюрка Казимеж Макарчик Паулино Фридман                        | Чехословакия Саломон Флор Карл Гильг Йозеф Рейфирж Карел Опоченский Карел Скаличка                              | 19                |
| 5  | 1933 | Фолкстон Великобритания    | США Исаак Кэжден Фрэнк Маршалл Ройбен Файн Артур Дейк Альберт Симонсон                                          | Чехословакия Саломон Флор Карел Трейбал Йозеф Рейфирж Карел Опоченский Карел Скаличка                             | Швеция Гидеон Штальберг Гёста Штольц Эрик Лундин Карл Берндтссон                                                | 15                |
| 6  | 1935 | Варшава Польша             | США Ройбен Файн Фрэнк Маршалл Абрахам Купчик Артур Дейк Израэль Горовиц                                         | Швеция Гидеон Штальберг Гёста Штольц Эрик Лундин Гёста Даниельссон Эрнст Ларссон                                  | Польша Савелий Тартаковер Паулино Фридман Мечислав Найдорф Хенрик Фридман Казимеж Макарчик                      | 20                |
| 7  | 1937 | Стокгольм Швеция           | США Самуэль Решевский Ройбен Файн Исаак Кэжден Фрэнк Маршалл Израэль Горовиц                                    | Венгрия Андрэ Лилиенталь Ласло Сабо Эндре Штейнер Корнел Хаваши Арпад Вайда                                       | Польша Савелий Тартаковер Мечислав Найдорф Паулино Фридман Исаак Аппель Теодор Регедзиньский                    | 19                |
| 8  | 1939 | Буэнос-Айрес Аргентина     | Германия Эрих Элисказес Пауль Михель Людвиг Энгельс Альберт Беккер Генрих Рейнгардт                             | Польша Савелий Тартаковер Мечислав Найдорф Паулино Фридман Теодор Регедзиньский Францишек Сулик                   | Эстония Пауль Керес Ильмар Рауд Пауль Шмидт Гуннар Фридеман Йоханнес Тюрн                                       | 27                |
| 9  | 1950 | Дубровник Югославия        | Югославия Светозар Глигорич Вася Пирц Петар Трифунович Браслав Рабар Милан Видмар Стоян Пуц                     | Аргентина Мигель Найдорф Хулио Болбочан Карлос Гимар Эктор Россетто Герман Пильник                                | ФРГ Вольфганг Унцикер Лотар Шмид Герхард Пфайфер Людвиг Рельштаб Ханс-Хильмар Штаудте                           | 16                |
| 10 | 1952 | Хельсинки Финляндия        | СССР Пауль Керес Василий Смыслов Давид Бронштейн Ефим Геллер Исаак Болеславский Александр Котов                 | Аргентина Мигель Найдорф Хулио Болбочан Эрих Элисказес Герман Пильник Эктор Россетто                              | Югославия Светозар Глигорич Браслав Рабар Петар Трифунович Вася Пирц Андрия Фудерер Борислав Милич              | 25                |
| 11 | 1954 | Амстердам Нидерланды       | СССР Михаил Ботвинник Василий Смыслов Давид Бронштейн Пауль Керес Ефим Геллер Александр Котов                   | Аргентина Мигель Найдорф Хулио Болбочан Оскар Панно Карлос Гимар Эктор Россетто Герман Пильник                    | Югославия Вася Пирц Светозар Глигорич Петар Трифунович Браслав Рабар Андрия Фудерер Александр Матанович         | 26                |
| 12 | 1956 | Москва СССР                | СССР Михаил Ботвинник Василий Смыслов Пауль Керес Давид Бронштейн Марк Тайманов Ефим Геллер                     | Югославия Светозар Глигорич Александр Матанович Борислав Ивков Никола Караклаич Борислав Милич Божидар Джурашевич | Венгрия Ласло Сабо Гедеон Барца Пал Бенко Дьёрдь Силадьи Миклош Бей Лайош Портиш                                | 34                |
| 13 | 1958 | Мюнхен ФРГ                 | СССР Михаил Ботвинник Василий Смыслов Пауль Керес Давид Бронштейн Михаил Таль Тигран Петросян                   | Югославия Светозар Глигорич Александр Матанович Борислав Ивков Петар Трифунович Божидар Джурашевич Андрия Фудерер | Аргентина Герман Пильник Оскар Панно Эрих Элисказес Родольфо Редольфи Рауль Сангинетти Хайме Эмма               | 36                |
| 14 | 1960 | Лейпциг ГДР                | СССР Михаил Таль Михаил Ботвинник Пауль Керес Виктор Корчной Василий Смыслов Тигран Петросян                    | США Роберт Фишер Уильям Ломбарди Роберт Бирн Артур Бисгайер Николас Россолимо Реймонд Уайнстайн                   | Югославия Светозар Глигорич Александр Матанович Борислав Ивков Марио Берток Мато Дамянович Милан Вукчевич       | 40                |
| 15 | 1962 | Варна Болгария             | СССР Михаил Ботвинник Тигран Петросян Борис Спасский Пауль Керес Ефим Геллер Михаил Таль                        | Югославия Светозар Глигорич Петар Трифунович Александр Матанович Борислав Ивков Бруно Парма Драголюб Минич        | Аргентина Мигель Найдорф Хулио Болбочан Оскар Панно Рауль Сангинетти Эктор Россетто Альберто Фогельман          | 38                |
| 16 | 1964 | Тель-Авив Израиль          | СССР Тигран Петросян Михаил Ботвинник Василий Смыслов Пауль Керес Леонид Штейн Борис Спасский                   | Югославия Светозар Глигорич Борислав Ивков Александр Матанович Бруно Парма Мийо Удовчич Милан Матулович           | ФРГ Вольфганг Унцикер Клаус Дарга Лотар Шмид Хельмут Пфлегер Дитер Морлок Вольфрам Биалас                       | 50                |
| 17 | 1966 | Гавана Куба                | СССР Тигран Петросян Борис Спасский Михаил Таль Леонид Штейн Виктор Корчной Лев Полугаевский                    | США Роберт Фишер Роберт Бирн Пал Бенко Ларри Эванс Уильям Эддисон Николас Россолимо                               | Венгрия Лайош Портиш Ласло Сабо Иштван Билек Левенте Лендьел Дёжё Форинтош Ласло Барцаи                         | 52                |
| 18 | 1968 | Лугано Швейцария           | СССР Тигран Петросян Борис Спасский Виктор Корчной Ефим Геллер Лев Полугаевский Василий Смыслов                 | Югославия Светозар Глигорич Борислав Ивков Александр Матанович Милан Матулович Бруно Парма Драголюб Чирич         | Болгария Милко Бобоцов Георгий Трингов Никола Падевский Атанас Коларов Иван Радулов Пейчо Пеев                  | 53                |
| 19 | 1970 | Зиген ФРГ                  | СССР Борис Спасский Тигран Петросян Виктор Корчной Лев Полугаевский Василий Смыслов Ефим Геллер                 | Венгрия Лайош Портиш Левенте Лендьел Иштван Билек Дёжё Форинтош Иштван Чом Золтан Рибли                           | Югославия Светозар Глигорич Борислав Ивков Милан Матулович Александр Матанович Бруно Парма Драголюб Минич       | 60                |
| 20 | 1972 | Скопье Югославия           | СССР Тигран Петросян Виктор Корчной Василий Смыслов Михаил Таль Анатолий Карпов Владимир Савон                  | Венгрия Лайош Портиш Иштван Билек Дёжё Форинтош Золтан Рибли Иштван Чом Дьюла Сакс                                | Югославия Светозар Глигорич Борислав Ивков Любомир Любоевич Александр Матанович Милан Матулович Йосип Рукавина  | 63                |
| 21 | 1974 | Ницца Франция              | СССР Анатолий Карпов Виктор Корчной Борис Спасский Тигран Петросян Михаил Таль Геннадий Кузьмин                 | Югославия Светозар Глигорич Любомир Любоевич Борислав Ивков Альбин Планинц Драголюб Велимирович Бруно Парма       | США Любомир Кавалек Роберт Бирн Уолтер Браун Самуэль Решевский Уильям Ломбарди Джеймс Тарджан                   | 75                |
| 22 | 1976 | Хайфа Израиль              | США Роберт Бирн Любомир Кавалек Ларри Эванс Джеймс Тарджан Уильям Ломбарди Ким Коммонс                          | Нидерланды Ян Тимман Геннадий Сосонко Ян Доннер Ханс Рее Герт Лигтеринк Франциск Кёйперс                          | Англия Энтони Майлс Реймонд Кин Уильям Хартстон Майкл Стин Джонатан Местел Джон Нанн                            | 48                |
| 23 | 1978 | Буэнос-Айрес (2) Аргентина | Венгрия Лайош Портиш Золтан Рибли Дьюла Сакс Андраш Адорьян Иштван Чом Ласло Вадас                              | СССР Борис Спасский Тигран Петросян Лев Полугаевский Борис Гулько Олег Романишин Рафаэль Ваганян                  | США Любомир Кавалек Уолтер Браун Анатолий Лейн Роберт Бирн Джеймс Тарджан Уильям Ломбарди                       | 66                |
| 24 | 1980 | Ла-Валлетта Мальта         | СССР Анатолий Карпов Лев Полугаевский Михаил Таль Ефим Геллер Юрий Балашов Гарри Каспаров                       | Венгрия Лайош Портиш Золтан Рибли Дьюла Сакс Иштван Чом Иван Фараго Йожеф Пинтер                                  | Югославия Любомир Любоевич Борислав Ивков Бруно Парма Боян Кураица Славолюб Марьянович Предраг Николич          | 82                |
| 25 | 1982 | Люцерн Швейцария           | СССР Анатолий Карпов Гарри Каспаров Лев Полугаевский Александр Белявский Михаил Таль Артур Юсупов               | Чехословакия Властимил Горт Ян Смейкал Любомир Фтачник Властимил Янса Ян Плахетка Ян Амброж                       | США Уолтер Браун Яссер Сейраван Лев Альбурт Любомир Кавалек Джеймс Тарджан Ларри Кристиансен                    | 92                |
| 26 | 1984 | Салоники Греция            | СССР Александр Белявский Лев Полугаевский Рафаэль Ваганян Владимир Тукмаков Артур Юсупов Андрей Соколов         | Англия Энтони Майлс Джон Нанн Джонатан Спилмен Мюррей Чандлер Джонатан Местел Найджел Шорт                        | США Роман Джинджихашвили Любомир Кавалек Ларри Кристиансен Уолтер Браун Лев Альбурт Ник Де Фирмиан              | 88                |
| 27 | 1986 | Дубай ОАЭ                  | СССР Гарри Каспаров Анатолий Карпов Андрей Соколов Артур Юсупов Рафаэль Ваганян Виталий Цешковский              | Англия Энтони Майлс Джон Нанн Найджел Шорт Мюррей Чандлер Джонатан Спилмен Гленн Флир                             | США Яссер Сейраван Ларри Кристиансен Любомир Кавалек Джон Федорович Ник Де Фирмиан Максим Длуги                 | 108               |
| 28 | 1988 | Салоники (2) Греция        | СССР Гарри Каспаров Анатолий Карпов Артур Юсупов Александр Белявский Ян Эльвест Василий Иванчук                 | Англия Найджел Шорт Джонатан Спилмен Джон Нанн Мюррей Чандлер Джонатан Местел Уильям Уотсон                       | Нидерланды Джон Ван дер Вил Геннадий Сосонко Паул Ван дер Стеррен Йерун Пикет Маринюс Кёйф Руди Даувен          | 107               |
| 29 | 1990 | Нови-Сад Югославия         | СССР Василий Иванчук Борис Гельфанд Александр Белявский Артур Юсупов Леонид Юдасин Евгений Бареев               | США Яссер Сейраван Борис Гулько Ларри Кристиансен Джоэль Бенджамин Джон Федорович Ник Де Фирмиан                  | Англия Найджел Шорт Джонатан Спилмен Джон Нанн Майкл Адамс Мюррей Чандлер Джулиан Ходжсон                       | 108               |
| 30 | 1992 | Манила Филиппины           | Россия Гарри Каспаров Александр Халифман Сергей Долматов Алексей Дреев Владимир Крамник Алексей Выжманавин      | Узбекистан Валерий Логинов Григорий Серпер Александр Ненашев Сергей Загребельный Михаил Салтаев Саидали Юлдашев   | Армения Рафаэль Ваганян Владимир Акопян Смбат Лпутян Арташес Минасян Аршак Петросян Ашот Анастасян              | 102               |
| 31 | 1994 | Москва (2) Россия          | Россия Гарри Каспаров Владимир Крамник Евгений Бареев Алексей Дреев Сергей Тивяков Пётр Свидлер                 | Босния и Герцеговина Предраг Николич Иван Соколов Боян Кураица Эмир Диздаревич Небойша Николич Раде Милованович   | Россия «Б» Александр Морозевич Вадим Звягинцев Михаил Улыбин Сергей Рублевский Константин Сакаев Василий Емелин | 124               |
| 32 | 1996 | Ереван Армения             | Россия Гарри Каспаров Владимир Крамник Алексей Дреев Пётр Свидлер Евгений Бареев Сергей Рублевский              | Украина Василий Иванчук Владимир Маланюк Олег Романишин Игорь Новиков Александр Онищук Станислав Савченко         | США Борис Гулько Алекс Ермолинский Ник Де Фирмиан Григорий Кайданов Джоэль Бенджамин Ларри Кристиансен          | 114               |
| 33 | 1998 | Элиста Россия              | Россия Пётр Свидлер Сергей Рублевский Евгений Бареев Александр Морозевич Вадим Звягинцев Константин Сакаев      | США Алекс Ермолинский Александр Шабалов Яссер Сейраван Борис Гулько Ник Де Фирмиан Григорий Кайданов              | Украина Василий Иванчук Александр Онищук Олег Романишин Владимир Маланюк Станислав Савченко Руслан Пономарёв    | 110               |
| 34 | 2000 | Стамбул Турция             | Россия Александр Халифман Александр Морозевич Пётр Свидлер Сергей Рублевский Константин Сакаев Александр Грищук | Германия Артур Юсупов Роберт Хюбнер Рустем Даутов Кристофер Луц Клаус Бишофф Томас Лутер                          | Украина Василий Иванчук Руслан Пономарёв Владимир Баклан Вячеслав Эйнгорн Олег Романишин Вадим Малахатько       | 126               |
| 35 | 2002 | Блед Словения              | Россия Гарри Каспаров Александр Грищук Александр Халифман Александр Морозевич Пётр Свидлер Сергей Рублевский    | Венгрия Петер Леко Юдит Полгар Золтан Альмаши Золтан Дьимеши Роберт Рук Петер Ач                                  | Армения Владимир Акопян Смбат Лпутян Карен Асрян Габриел Саркисян Арташес Минасян Ашот Анастасян                | 135               |
| 36 | 2004 | Кальвия Испания            | Украина Василий Иванчук Руслан Пономарёв Андрей Волокитин Александр Моисеенко Павел Эльянов Сергей Карякин      | Россия Александр Морозевич Пётр Свидлер Александр Грищук Алексей Дреев Александр Халифман Вадим Звягинцев         | Армения Владимир Акопян Левон Аронян Рафаэль Ваганян Смбат Лпутян Габриел Саркисян Арташес Минасян              | 129               |
| 37 | 2006 | Турин Италия               | Армения Левон Аронян Владимир Акопян Карен Асрян Смбат Лпутян Габриел Саркисян Арташес Минасян                  | Китай Бу Сянчжи Чжан Чжун Чжан Пэнсян Ван Юэ Ни Хуа Чжао Цзюнь                                                    | США Гата Камский Александр Онищук Хикару Накамура Ильдар Ибрагимов Григорий Кайданов Варужан Акопян             | 148               |
| 38 | 2008 | Дрезден Германия           | Армения Левон Аронян Владимир Акопян Габриел Саркисян Тигран Петросян Арташес Минасян                           | Израиль Борис Гельфанд Михаил Ройз Борис Аврух Евгений Постный Максим Родштейн                                    | США Гата Камский Хикару Накамура Александр Онищук Юрий Шульман Варужан Акопян                                   | 147               |
| 39 | 2010 | Ханты-Мансийск Россия      | Украина Василий Иванчук Руслан Пономарёв Павел Эльянов Захар Ефименко Александр Моисеенко                       | Россия Владимир Крамник Александр Грищук Пётр Свидлер Сергей Карякин Владимир Малахов                             | Израиль Борис Гельфанд Эмиль Сутовский Илья Смирин Максим Родштейн Виктор Михалевский                           | 149               |
| 40 | 2012 | Стамбул Турция             | Армения Левон Аронян Сергей Мовсесян Владимир Акопян Габриел Саркисян Тигран Петросян                           | Россия Владимир Крамник Александр Грищук Сергей Карякин Евгений Томашевский Дмитрий Яковенко                      | Украина Василий Иванчук Руслан Пономарёв Андрей Волокитин Павел Эльянов Александр Моисеенко                     | 149               |
| 41 | 2014 | Тромсё Норвегия            | Китай Ван Юэ Дин Лижэнь Юй Янъи Ни Хуа Вэй И                                                                    | Венгрия Петер Леко Чаба Балог Золтан Альмаши Рихард Раппорт Юдит Полгар                                           | Индия Паримарьян Неги Панаяппан Сетхураман Кришнан Сашикиран Башкаран Адхибан Бабу Лалит                        | 178               |
| 42 | 2016 | Баку Азербайджан           | США Фабиано Каруана Хикару Накамура Уэсли Со Самуэль Шекленд Рэй Робсон                                         | Украина Павел Эльянов Руслан Пономарёв Юрий Криворучко Антон Коробов Андрей Волокитин                             | Россия Сергей Карякин Владимир Крамник Евгений Томашевский Ян Непомнящий Александр Грищук                       | 182               |
| 43 | 2018 | Батуми Грузия              | Китай Дин Лижэнь Юй Янъи Вэй И Бу Сянчжи Ли Чао                                                                 | США Фабиано Каруана Уэсли Со Хикару Накамура Самуэль Шекленд Рэй Робсон                                           | Россия Сергей Карякин Ян Непомнящий Владимир Крамник Никита Витюгов Дмитрий Яковенко                            | 185               |
| 44 | 2022 | Ченнаи Индия               | Узбекистан Нодирбек Абдусатторов Жахонгир Вахидов Нодирбек Якуббоев Жавохир Синдаров Шамсиддин Вохидов          | Армения Габриэл Саркисян Грант Мелкумян Самвел Тер-Саакян Мануэль Петросян Роберт Оганесян                        | Индия «Б» Гукеш Доммараджу Нихал Сарин Рамешбабу Прагнанандха Башкаран Адхибан Раунак Садхвани                  | 188               |
| 45 | 2024 | Будапешт Венгрия           | Индия Гукеш Доммараджу Рамешбабу Прагнанандха Арджун Эригайси Видит Сантош Гуджрати Пентала Харикришна          | США Фабиано Каруана Уэсли Со Леньер Домингес Перес Левон Аронян Рэй Робсон                                        | Узбекистан Нодирбек Абдусатторов Жахонгир Вахидов Нодирбек Якуббоев Жавохир Синдаров Шамсиддин Вохидов          | 197               |
| 46 | 2026 | Ташкент Узбекистан         | | | |                   |

### Женщины
| №  | Год  | Место проведения       | Золото                                                                                           | Серебро                                                                                       | Бронза                                                                                  | Σ команд-участниц |
| 1  | 1957 | Эммен Нидерланды       | СССР Ольга Рубцова Кира Зворыкина                                                                | Румыния Мария Погоревич Маргарета Теодореску                                                  | ГДР Эдит Келлер-Герман Урсула Альтрихтер                                                | 21                |
| 2  | 1963 | Сплит Югославия        | СССР Нона Гаприндашвили Татьяна Затуловская Кира Зворыкина                                       | Югославия Милунка Лазаревич Верица Неделькович Катарина Йованович                             | ГДР Эдит Келлер-Герман Вальтрауд Новарра Эвелин Краац                                   | 15                |
| 3  | 1966 | Оберхаузен ФРГ         | СССР Нона Гаприндашвили Валентина Козловская Татьяна Затуловская                                 | Румыния Александра Николау Элизабета Полихрониаде Маргарета Перевозник                        | ГДР Эдит Келлер-Герман Вальтрауд Новарра Габриэль Юст                                   | 14                |
| 4  | 1969 | Люблин Польша          | СССР Нона Гаприндашвили Алла Кушнир Нана Александрия                                             | Венгрия Мария Иванка Жужа Верёци Каролина Хонфи                                               | Чехословакия Штепанка Вокралова Квета Эретова Яна Малипетрова                           | 15                |
| 5  | 1972 | Скопье Югославия       | СССР Нона Гаприндашвили Алла Кушнир Ирина Левитина                                               | Румыния Элизабета Полихрониаде Александра Николау Гертруда Баумштарк                          | Венгрия Мария Иванка Жужа Верёци Дьюлан Крижан                                          | 23                |
| 6  | 1974 | Медельин Колумбия      | СССР Нона Гаприндашвили Нана Александрия Ирина Левитина                                          | Румыния Элизабета Полихрониаде Гертруда Баумштарк Маргарета Теодореску                        | Болгария Татьяна Лемачко Антонина Георгиева Венка Асенова                               | 26                |
| 7  | 1976 | Хайфа Израиль          | Израиль Алла Кушнир Любовь Кристол Ольга Подражанская Леа Нудельман                              | Англия Яна Хартстон Шейла Джексон Элейн Причард Сьюзан Колдуэлл                               | Испания Пепита Феррер Ньевес Гарсия Мария Падрон Тереса Канела                          | 23                |
| 8  | 1978 | Буэнос-Айрес Аргентина | СССР Майя Чибурданидзе Нона Гаприндашвили Нана Александрия Елена Ахмыловская                     | Венгрия Жужа Верёци Мария Иванка Жужа Макаи Рита Каш                                          | ФРГ Анни Лаакманн Гизела Фишдик Барбара Хунд Ханнелоре Вайхерт                          | 32                |
| 9  | 1980 | Ла-Валлетта Мальта     | СССР Майя Чибурданидзе Нона Гаприндашвили Нана Александрия Нана Иоселиани                        | Венгрия Жужа Верёци Мария Иванка Мария Порубски Тунде Чонкич                                  | Польша Ханна Эреньска Гражина Шмациньская Малгожата Визе Агнешка Брустман               | 42                |
| 10 | 1982 | Люцерн Швейцария       | СССР Майя Чибурданидзе Нана Александрия Нона Гаприндашвили Нана Иоселиани                        | Румыния Маргарета Мурешан Марина Погоревичи Даньела Нуцу Элизабета Полихрониаде               | Венгрия Жужа Верёци Мария Иванка Мария Порубски Тунде Чонкич                            | 45                |
| 11 | 1984 | Салоники Греция        | СССР Майя Чибурданидзе Ирина Левитина Нона Гаприндашвили Лидия Семёнова                          | Болгария Маргарита Войска Румяна Гочева Павлина Чилингирова Стефка Савова                     | Румыния Маргарета Мурешан Элизабета Полихрониаде Даньела Нуцу Габриэла Оларашу          | 51                |
| 12 | 1986 | Дубай ОАЭ              | СССР Майя Чибурданидзе Елена Ахмыловская Нона Гаприндашвили Нана Иоселиани                       | Венгрия Жужа Верёци Ильдико Мадл Мария Иванка Мария Грош                                      | Румыния Маргарета Мурешан Даньела Нуцу Элизабета Полихрониаде Габриэла Оларашу          | 49                |
| 13 | 1988 | Салоники Греция        | Венгрия Жужа Полгар Юдит Полгар Ильдико Мадл София Полгар                                        | СССР Майя Чибурданидзе Елена Ахмыловская Ирина Левитина Марта Литинская                       | Югославия Алиса Марич Гордана Маркович Сузана Максимович Весна Басагич                  | 56                |
| 14 | 1990 | Нови-Сад Югославия     | Венгрия Жужа Полгар Юдит Полгар София Полгар Ильдико Мадл                                        | СССР Майя Чибурданидзе Нона Гаприндашвили Алиса Галлямова Кетеван Арахамия                    | Китай Се Цзюнь Пэн Чжаоцинь Цинь Каньин Ван Лэй                                         | 64                |
| 15 | 1992 | Манила Филиппины       | Грузия Майя Чибурданидзе Нона Гаприндашвили Нана Иоселиани Нино Гуриели                          | Украина Алиса Галлямова Марта Литинская Ирина Челушкина Лидия Семёнова                        | Китай Се Цзюнь Пэн Чжаоцинь Ван Пинь Цинь Каньин                                        | 62                |
| 16 | 1994 | Москва Россия          | Грузия Майя Чибурданидзе Нана Иоселиани Кетеван Арахамия Нино Гуриели                            | Венгрия Жужа Полгар София Полгар Ильдико Мадл Тунде Чонкич                                    | Китай Се Цзюнь Пэн Чжаоцинь Цинь Каньин Чжу Чэнь                                        | 81                |
| 17 | 1996 | Ереван Армения         | Грузия Майя Чибурданидзе Нана Иоселиани Кетеван Арахамия Нино Гуриели                            | Китай Се Цзюнь Чжу Чэнь Ван Лэй Ван Пинь                                                      | Россия Алиса Галлямова Светлана Матвеева Светлана Прудникова Людмила Зайцева            | 74                |
| 18 | 1998 | Элиста Россия          | Китай Се Цзюнь Чжу Чэнь Ван Пинь Ван Лэй                                                         | Россия Светлана Матвеева Екатерина Ковалевская Татьяна Шумякина Татьяна Степовая              | Грузия Майя Чибурданидзе Нана Иоселиани Кетеван Арахамия Нино Хурцидзе                  | 72                |
| 19 | 2000 | Стамбул Турция         | Китай Се Цзюнь Чжу Чэнь Сюй Юйхуа Ван Лэй                                                        | Грузия Майя Чибурданидзе Нана Иоселиани Нино Хурцидзе Нино Гуриели                            | Россия Алиса Галлямова Екатерина Ковалевская Светлана Матвеева Татьяна Степовая         | 86                |
| 20 | 2002 | Блед Словения          | Китай Чжу Чэнь Сюй Юйхуа Ван Пинь Чжао Сюэ                                                       | Россия Екатерина Ковалевская Светлана Матвеева Александра Костенюк Татьяна Косинцева          | Польша Ивета Радзиевич Иоанна Двораковская Моника Соцко Беата Кадзёлка                  | 91                |
| 21 | 2004 | Кальвиа Испания        | Китай Се Цзюнь Сюй Юйхуа Чжао Сюэ Хуан Цянь                                                      | США Сьюзен Полгар Ирина Круш Анна Затонских Дженнифер Шахаде                                  | Россия Александра Костенюк Татьяна Косинцева Екатерина Ковалевская Надежда Косинцева    | 87                |
| 22 | 2006 | Турин Италия           | Украина Наталья Жукова Екатерина Лагно Инна Гапоненко Анна Ушенина                               | Россия Александра Костенюк Татьяна Косинцева Надежда Косинцева Екатерина Ковалевская          | Китай Чжао Сюэ Ван Юй Шэнь Ян Хоу Ифань                                                 | 103               |
| 23 | 2008 | Дрезден Германия       | Грузия Майя Чибурданидзе Нана Дзагнидзе Лейла Джавахишвили Майя Ломинеишвили Сопико Хухашвили    | Украина Екатерина Лагно Наталья Жукова Анна Ушенина Инна Гапоненко Наталья Здебская           | США Ирина Круш Анна Затонских Русудан Голетиани Екатерина Рогонян Татев Абрамян         | 111               |
| 24 | 2010 | Ханты-Мансийск Россия  | Россия Татьяна Косинцева Надежда Косинцева Александра Костенюк Алиса Галлямова Валентина Гунина  | Китай Хоу Ифань Цзюй Вэньцзюнь Чжао Сюэ Хуан Цянь Ван Юй                                      | Грузия Нана Дзагнидзе Лейла Джавахишвили Саломе Мелия Сопико Хухашвили Бела Хотенашвили | 118               |
| 25 | 2012 | Стамбул Турция         | Россия Татьяна Косинцева Валентина Гунина Надежда Косинцева Александра Костенюк Наталья Погонина | Китай Хоу Ифань Чжао Сюэ Цзюй Вэньцзюнь Хуан Цянь Дин Исинь                                   | Украина Екатерина Лагно Мария Музычук Наталья Жукова Анна Ушенина Инна Яновская         | 131               |
| 26 | 2014 | Тромсё Норвегия        | Россия Екатерина Лагно Валентина Гунина Александра Костенюк Ольга Гиря Наталья Погонина          | Китай Хоу Ифань Цзюй Вэньцзюнь Чжао Сюэ Тань Чжунъи Го Ци                                     | Украина Анна Музычук Мария Музычук Анна Ушенина Наталья Жукова Инна Яновская            | 136               |
| 27 | 2016 | Баку Азербайджан       | Китай Хоу Ифань Цзюй Вэньцзюнь Чжао Сюэ Тань Чжунъи Го Ци                                        | Польша Моника Соцко Йолянта Завадская Карина Щепковская-Хоровская Кляудя Кулён Мариола Возняк | Украина Анна Музычук Мария Музычук Анна Ушенина Наталья Жукова Инна Яновская            | 142               |
| 28 | 2018 | Батуми Грузия          | Китай Цзюй Вэньцзюнь Шэнь Ян Хуан Цянь Лэй Тинцзе Чжай Мо                                        | Украина Анна Музычук Мария Музычук Анна Ушенина Наталья Жукова Юлия Осьмак                    | Грузия Нана Дзагнидзе Лейла Джавахишвили Нино Бациашвили Бела Хотенашвили Мери Арабидзе | 151               |
| 29 | 2022 | Ченнаи Индия           | Украина Мария Музычук Анна Музычук Анна Ушенина Наталия Букса Юлия Осьмак                        | Грузия Нана Дзагнидзе Нино Бациашвили Лела Джавахишвили Саломе Мелия Мери Арабидзе            | Индия Хампи Конеру Харика Дронавалли Рамешбабу Вайшали Таня Сачдев Бхакти Кулкарни      |                   |

## Статистика
| Мужчины | Мужчины              | Мужчины | Мужчины | Мужчины | Мужчины |
| №       | Страна               | Gold    | Silver  | Bronze  | Всего   |
| ------- | -------------------- | ------- | ------- | ------- | ------- |
| 1       | Россия               | 24      | 4       | 3       | 31      |
| 2       | США                  | 6       | 6       | 8       | 20      |
| 3       | Венгрия              | 3       | 7       | 2       | 12      |
| 4       | Армения              | 3       | 1       | 3       | 7       |
| 5       | Украина              | 2       | 2       | 3       | 7       |
| 6       | Китай                | 2       | 1       | 0       | 3       |
| 7       | Югославия            | 1       | 6       | 6       | 13      |
| 8       | Польша               | 1       | 2       | 3       | 6       |
| 9       | Германия             | 1       | 1       | 3       | 5       |
| 10      | Узбекистан           | 1       | 0       | 1       | 2       |
| 11      | Англия               | 0       | 3       | 3       | 6       |
| 12      | Аргентина            | 0       | 3       | 2       | 5       |
| 13      | Чехословакия         | 0       | 2       | 1       | 3       |
| 14 — 16 | Нидерланды           | 0       | 1       | 1       | 2       |
| 14 — 16 | Швеция               | 0       | 1       | 1       | 2       |
| 14 — 16 | Израиль              | 0       | 1       | 1       | 2       |
| 17 — 18 | Босния и Герцеговина | 0       | 1       | 0       | 1       |
| 17 — 18 | Дания                | 0       | 1       | 0       | 1       |
| 19      | Индия                | 0       | 0       | 2       | 2       |
| 20 — 21 | Болгария             | 0       | 0       | 1       | 1       |
| 20 — 21 | Эстония              | 0       | 0       | 1       | 1       |

| Женщины | Женщины      | Женщины | Женщины | Женщины | Женщины |
| №       | Страна       | Gold    | Silver  | Bronze  | Всего   |
| ------- | ------------ | ------- | ------- | ------- | ------- |
| 1       | Россия       | 14      | 5       | 3       | 22      |
| 2       | Китай        | 6       | 4       | 4       | 14      |
| 3       | Грузия       | 4       | 2       | 3       | 9       |
| 4       | Венгрия      | 2       | 5       | 2       | 9       |
| 5       | Украина      | 2       | 3       | 3       | 8       |
| 6       | Израиль      | 1       | 0       | 0       | 1       |
| 7       | Румыния      | 0       | 5       | 2       | 7       |
| 8       | Польша       | 0       | 1       | 2       | 3       |
| 9 — 11  | Югославия    | 0       | 1       | 1       | 2       |
| 9 — 11  | Болгария     | 0       | 1       | 1       | 2       |
| 9 — 11  | США          | 0       | 1       | 1       | 2       |
| 12      | Англия       | 0       | 1       | 0       | 1       |
| 13      | Германия     | 0       | 0       | 4       | 4       |
| 14 — 16 | Чехословакия | 0       | 0       | 1       | 1       |
| 14 — 16 | Испания      | 0       | 0       | 1       | 1       |
| 14 — 16 | Индия        | 0       | 0       | 1       | 1       |